# 196P/Tichý
196P/Tichý, komet Jupiterove obitelji